# Gouvernement Picqué II
Gouvernement de la Région de Bruxelles-Capitale
Picqué I Simonet I
Le Gouvernement Picqué II est le gouvernement de la Région de Bruxelles-Capitale, en Belgique, dirigé par le socialiste Charles Picqué et formé par une coalition pentapartite, associant la famille socialiste (PS francophone et SP flamand), le parti libéral francophone (PRL-FDF), le parti démocrate-chrétien flamand (CVP) et le parti nationaliste flamand Volksunie (VU).
Ce gouvernement a été institué le 22 juin 1995 à la suite des élections régionales du 21 mai 1995. Il succède au Gouvernement Picqué I, dirigé par le même ministre-président.
Le Gouvernement Simonet I a succédé à ce gouvernement, le 15 juillet 1999. 

## Composition du Gouvernement
| Fonction | Titulaire | Titulaire              | Titulaire                         | Parti |
| --- | --------- | ---------------------- | --------------------------------- | ----- |
| Ministre-Président chargé des Pouvoirs locaux, de l'Emploi, du Logement et des Monuments et sites                                                            |           | Charles Picqué en 2006 | Charles Picqué                    | PS    |
| Ministre de l'Aménagement du territoire, des Travaux publics et du Transport                                                                                 |           | Hervé Hasquin          | Hervé Hasquin                     | PRL   |
| Ministre de l'environnement et de la politique de l'eau, de la rénovation, de la conservation de la nature et de la propreté publique                        |           | Didier Gosuin          | Didier Gosuin                     | FDF   |
| Ministre de l'Environnement et de la Politique de l'eau, de la Rénovation, de la Conservation de la nature et de la Propreté publique                        |           | Didier Gosuin          | Didier Gosuin                     | FDF   |
| Ministre de l'Économie, des Finances, du Budget et des Relations extérieures                                                                                 |           | Jos Chabert en 2006    | Jos Chabert                       | CVP   |
| Ministre de la Fonction publique régionale, du Commerce extérieur, de la Recherche scientifique, de la Lutte contre l'incendie et de l'Aide médicale urgente |           | Rufin Grijp            | Rufin Grijp                       | SP    |
| Secrétaire d'État à la Politique du logement, aux Taxis et à la Coordination des politiques communales                                                       |           | Éric Tomas             | Éric Tomas                        | PS    |
| Secrétaire d'État aux Travaux publics, à la Politique foncière, à la Gestion du patrimoine et de la Rénovation des sites économiques désaffectés             |           | Éric André             | Éric André                        | PRL   |
| Secrétaire d'État à de la Recherche scientifique et à l'Énergie                                                                                              |           | Vic Anciaux vers 2017  | Vic Anciaux (jusqu'au 21/11/1997) | VU    |